# Les Ruses du diable
Pour plus de détails, voir Fiche technique et Distribution.
Les Ruses du diable est un film français réalisé en 1965 par Paul Vecchiali, sorti en 1966.

## Synopsis
Ginette, petite cousette dans un atelier, vit à Paris. Elle a fait le choix cinq ans auparavant de quitter sa mère. Un jour, elle reçoit dans une enveloppe un billet de 10 000 F. Il se passe la même chose le lendemain. Intriguée et un peu inquiète, elle demande conseil à la police, pour qui il n'y a pas de problème puisqu'il n'y a aucune plainte. Elle quitte alors l'atelier de couture, et part à la recherche de cette mystérieuse personne, qui lui envoie la même somme tous les jours depuis quatre mois. Est-ce un ancien amoureux ? Ou peut-être, son père biologique ? Il a toujours plané un mystère sur sa naissance...

## Fiche technique
- Titre : Les Ruses du diable
- Réalisation : Paul Vecchiali, assisté de Guy Cavagnac
- Scénario et dialogues : Paul Vecchiali et Denis Epstein
- Images : Georges Lendi
- Son : René Levert, Michel Desrois
- Musique : Louis Bessières
- Montage : Lina Biro
- Format image : 35mm
- Durée : 110 minutes
- Date de sortie : 15 juin 1966

## Distribution
- Geneviève Thénier : Ginette
- Danielle Ajoret : Solange
- Jean-Claude Drouot : Daniel
- Michel Piccoli : l’antiquaire
- Georges Beauvilliers : Julien
- Roger Blin : le châtelain
- Nicole Courcel : la patronne
- Marie Déa : la directrice
- Andrée Tainsy : la mère de Ginette
- Germaine de France : Mariette
- Micheline Bona
- Jacques Harden
- Marc Johannès
- Denise Péron
- Jean Pommier
- Martine de Riche
- Sonia Saviange
- Hélène Surgère
- Raymonde Vattier
- Paul Vecchiali